# Akademia Wychowania Fizycznego i Sportu im. Jędrzeja Śniadeckiego w Gdańsku

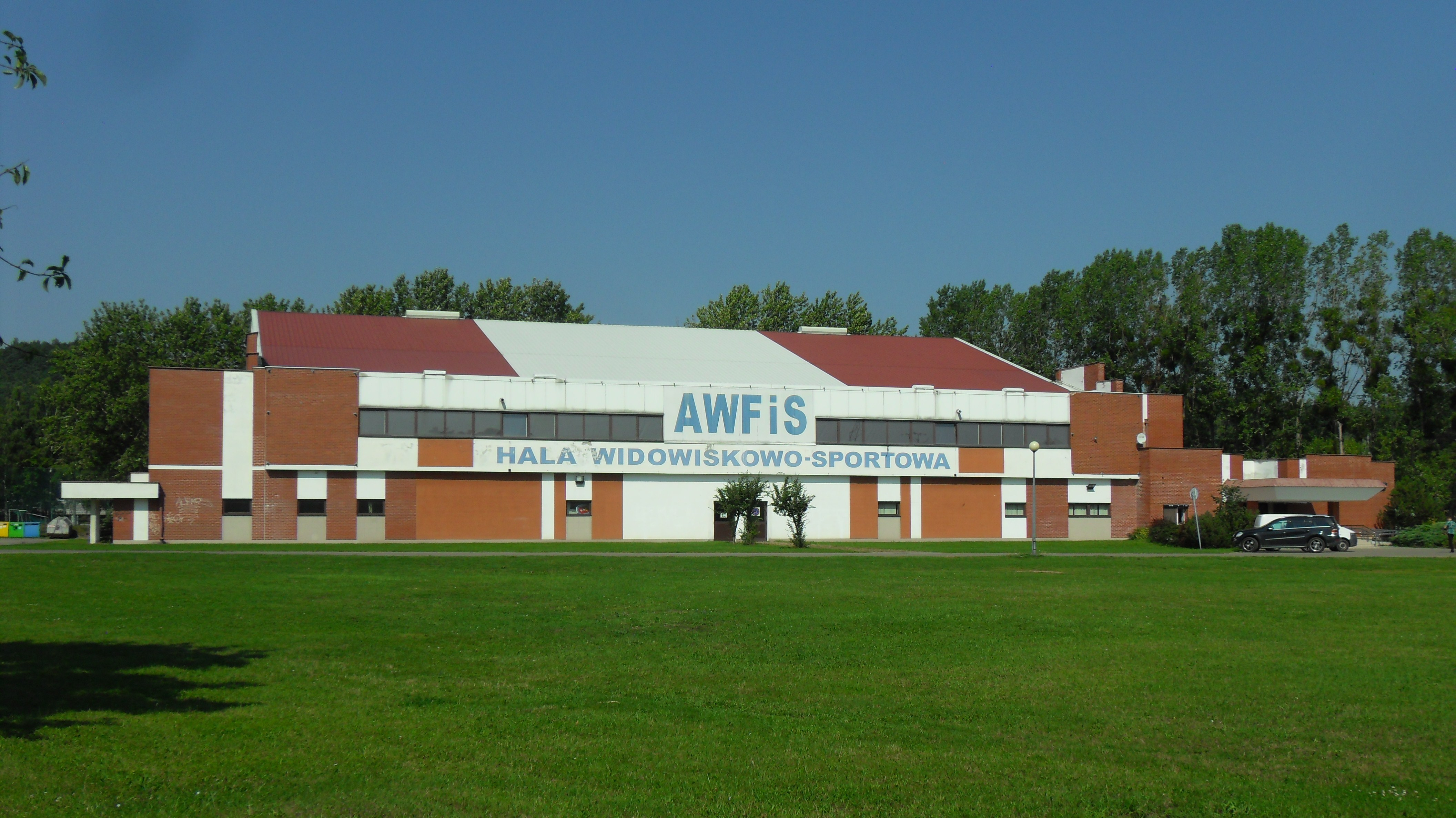
Hala Widowiskowo-Sportowa AWFiS

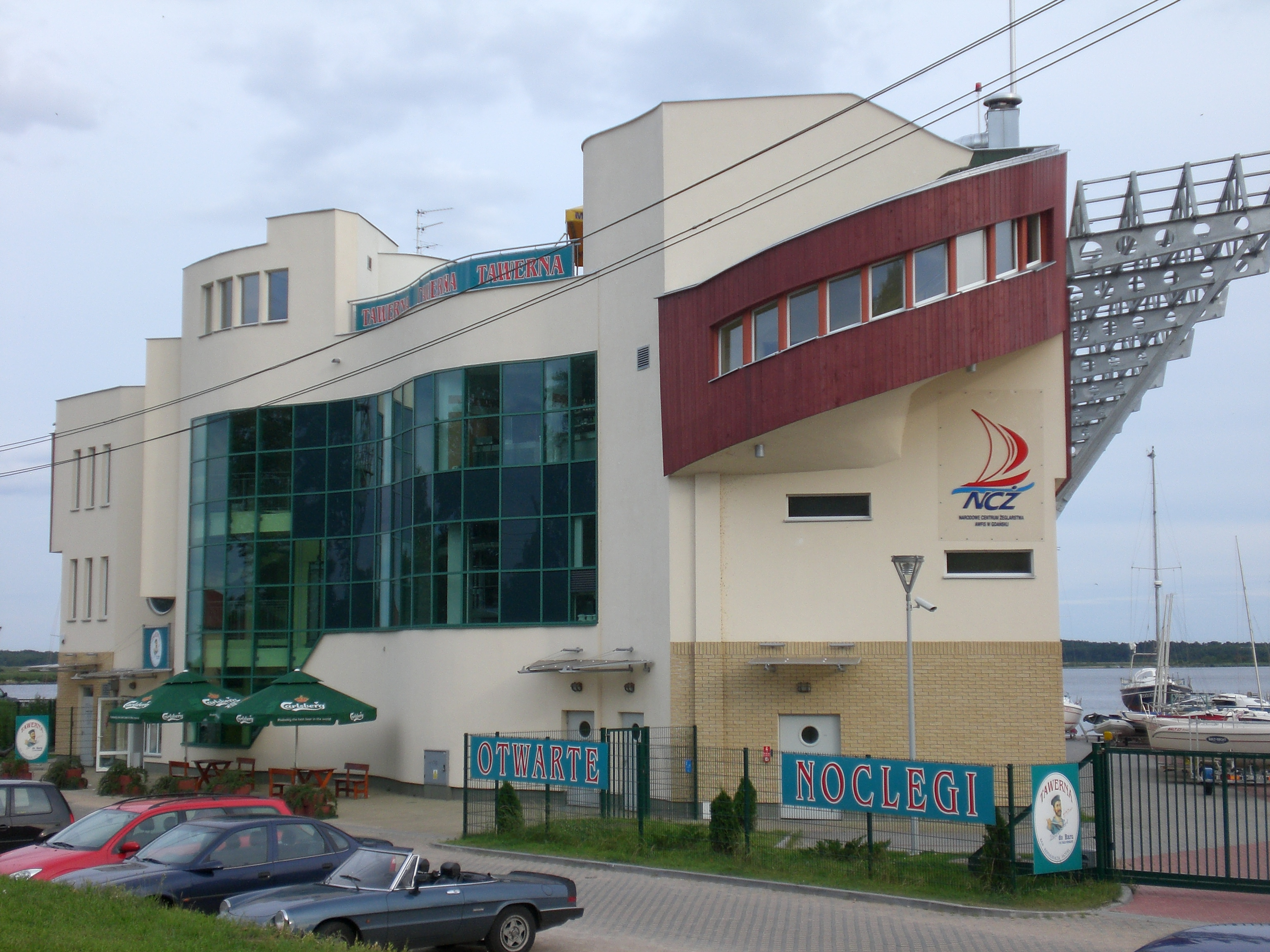
Narodowe Centrum Żeglarstwa w Gdańsku

Akademia Wychowania Fizycznego i Sportu im. Jędrzeja Śniadeckiego w Gdańsku (w skrócie AWFiS) – publiczna szkoła wyższa, założona w 1969 w Gdańsku Oliwie.

## Historia
Początków Akademii Wychowania Fizycznego i Sportu należy upatrywać w 1952, kiedy powołano do życia Technikum Wychowania Fizycznego, a niedługo później – w 1957 towarzyszące mu Studium Nauczycielskie Wychowania Fizycznego. Jednak dopiero uzyskanie w 1969 statusu Wyższej Szkoły Wychowania Fizycznego otworzyło nowe możliwości działania placówki jako jednostki nie tylko dydaktycznej, ale i naukowej. W 1973 WSWF przyjęła imię lekarza i chemika Jędrzeja Śniadeckiego, który jest patronem uczelni do dziś. W 1981 WSWF została przemianowana na Akademię Wychowania Fizycznego, zaś w 2001 na Akademię Wychowania Fizycznego i Sportu.
Od 1992 Akademia Wychowania Fizycznego i Sportu posiada uprawnienia do nadawania tytułu naukowego doktora nauk o kulturze fizycznej, zaś od 1999 – doktora habilitowanego nauk o kulturze fizycznej.
W 2015 utworzono Wydział Rehabilitacji i Kinezjologii, który rozpoczął działalność 1 października tego samego roku.

## Opis
Akademia zajmuje zwarty kompleks o powierzchni ok. 20 ha z budynkami i obiektami sportowymi o łącznej powierzchni użytkowej 29 560 m². Wśród obiektów sportowych (7575 m² pow. użytk.) na szczególne wymienienie zasługuje wielofunkcyjna hala o powierzchni 4563 m² (kubatura 38 173 m³), przeznaczona do organizacji imprez sportowych i innych, mogąca pomieścić 2000 widzów.
W 2009 na AWFiS kształciło się około trzy tysiące sześciuset studentów, którzy mieli do wyboru 4 kierunki studiów (Wychowania Fizycznego, Sportu, Turystyki i Rekreacji oraz Fizjoterapii) w specjalnościach: nauczycielskiej, trenerskiej, odnowy biologicznej, instruktorskiej, turystyki wodnej, gospodarowania w turystyce, hotelarstwa i gastronomii. Uczelnia zatrudnia 183 nauczycieli akademickich (w tym 41 profesorów oraz 80 doktorów).
Przy uczelni działa klub sportowy AZS-AWFiS Gdańsk, z którego wywodzi się wielu polskich olimpijczyków.
W posiadaniu gdańskiej AWFiS znajdują się także m.in.:
- Część kompleksu Ludolfino, w którym mieszczą się Biblioteka Główna, Katedra i Zakład Fizjoterapii oraz Klub studencki AWFiS „Trops”.
- Ośrodek szkoleniowo-wypoczynkowy w Raduniu na Kaszubach.
- Narodowe Centrum Żeglarstwa w Gdańsku – Górkach Zachodnich.
- Jacht pełnomorski S/Y Śniadecki (J-80).
- Przystań Wioślarska w dzielnicy Gdańsk – Długie Ogrody.

W 2009 uczelnia została zawieszona na dwa lata w prawach do nadawania stopni naukowych doktora oraz doktora habilitowanego nauk o kulturze fizycznej.

## Władze[3]
- Rektor – prof. dr hab. Paweł Cięszczyk od 31 marca 2020
- Prorektor ds. nauki – dr hab. Agnieszka Maciejewska-Skrendo, prof. AWFiS
- Prorektor ds. studenckich i kształcenia – dr hab. Marcin Dornowski, prof. AWFiS
- Kanclerz – mgr Sławomir Polański

## Rada Akademii Wychowania Fizycznego i Sportu im. Jędrzeja Śniadeckiego w Gdańsku[4]

### Kadencja 2025–2028
- przewodniczący
  - Marek Głuchowski[5]

### Kadencja 2021–2024
- przewodniczący
  - Artur Nowak-Far[6]

### Kadencja 2019–2020
- przewodniczący
  - Artur Nowak-Far[7]

## Poczet rektorów
1. Ludwik Denisiuk[8] (1969–1972)
2. Grzegorz Młodzikowski (1972–1976)
3. Kazimierz Kurpis[9] (1976–1981)
4. Janusz Czerwiński (1981–1984)
5. Tadeusz Riedl (1984–1987)
6. Zdzisław Józefowicz (1987–1990)
7. Zbigniew Mroczyński (1990–1996)
8. Janusz Czerwiński (1996–2002)
9. Wojciech Przybylski (2002–2008)
10. Tadeusz Huciński (2008–2010)
11. Waldemar Moska (2010–2020)
12. Paweł Cięszczyk (od 2020)[10][11]

## Wydział i kierunki kształcenia
Obecnie uczelnia daje możliwość podjęcia nauki na kierunkach I i II stopnia prowadzonych w ramach Wydziału Kultury Fizycznej.
- Wydział Kultury Fizycznej
  - Sport
  - Wychowanie fizyczne
  - Turystyka i hotelarstwo
  - Fizjoterapia
  - Terapia zajęciowa
  - Diagnostyka sportowa
  - Kosmetologia
  - Sprawność fizyczna w służbach mundurowych
  - Dietetyka w sporcie i rekreacji
  - Trening personalny i fitness
  - Zarządzanie w sporcie
  - Turystyka i rekreacja

W Akademii Wychowania Fizycznego i Sportu funkcjonuje Uczelniane Centrum Edukacji Ustawicznej, oferujące wiele studiów podyplomowych, kursów i szkoleń.
W ofercie studiów podyplomowych znajdują się między innymi: chiropraktyka, komunikacja i dziennikarstwo sportowe, zarządzanie klubem piłkarskim, zarządzanie w sporcie, wychowanie fizyczne dla nauczycieli, gimnastyka korekcyjno-kompensacyjna, żywienie i suplementacja w sporcie, edukacja i rehabilitacja osób z niepełnosprawnością intelektualną, odnowa biologiczna, kinezygerontoprofilaktyka, kosmetologia, psychologia sportu i inne.

## Doktorzy honoris causa
Lista osób uhonorowanych tytułem doktora honoris causa AWFiS w Gdańsku
- 2003
  - Kazimierz Górski (24 października)
  - prof. dr hab. Janusz Czerwiński (24 października)

- 2007
  - Irena Szewińska (29 września)
  - prof. dr hab. Henryk Sozański (29 czerwca)
  - prof. dr hab. Władimir Płatonow (29 czerwca)

- 2009
  - prof. dr hab. Tadeusz Ulatowski (29 września)

- 2012 
  - prof. Enrico Bertoli (14 grudnia)

- 2013 
  - Prof. Lucedio Greci,
  - Profesor Juri D. Kropotov

- 2018 
  - Profesor Giancarlo Falconi,
  - Profesor Ferid Murad